# Dr Harrow
Dr Harrow est une série télévisée australienne en trente épisodes de 52 minutes créée par Stephen M. Irwin et Leigh McGrath, et diffusée entre le 9 mars 2018 et le 11 avril 2021 sur le réseau ABC.
En France, elle est diffusée depuis le 29 février 2020 sur M6[réf. souhaitée] elle est rediffusée depuis le 7 février 2023 sur 6ter ainsi que sur la plateforme Disney+. Au Québec, la série est diffusée depuis le 22 avril 2021 sur AddikTV. Elle reste inédite dans les autres pays francophones.

## Synopsis
Daniel Harrow est un médecin légiste à l’Institut médico-légal du Queensland, QIFM (Queensland Institute of Forensic Medicine), situé à Brisbane. Son empathie sans faille pour les morts l'aide souvent à résoudre les cas, même les plus bizarres. Il n’hésite pas à contourner les règles et l’autorité quand il le juge nécessaire. Il est déterminé à donner une voix aux victimes et à révéler la vérité qui se cache derrière leur mort. Pendant ce temps, un terrible secret de son passé le menace lui, sa famille et sa carrière.

### Fiche technique
- Titre original : Harrow
- Titre français : Dr Harrow
- Création : Stephen M. Irwin (en) et Leigh McGrath
- Réalisation :
- Scénario : Stephen M. Irwin et Leigh McGrath
- Direction artistique : Tuesday Stone
- Décors : Justine Dunn
- Costumes : Tess Schofield (2018), Wendy Cork (2019)
- Musique : Matteo Zingales
- Sociétés de production : ABC Studios et Hoodlum (en)
- Sociétés de distribution : Disney Media Distribution
- Pays d'origine :  Australie
- Langue originale : anglais
- Format : couleur - 16/9 - son stéréo
- Genre : drame, action
- Nombre d'épisodes : 30 (3 saisons)
- Durée : 52 minutes
- Dates de première diffusion :
  - Australie : 9 mars 2018
  - France : 29 février 2020

## Distribution

### Acteurs principaux
- Ioan Gruffudd[3],[4] (VF : Xavier Fagnon) : Dr Daniel Harrow, médecin légiste principal
- Ella Newton (VF : Léopoldine Serre) : Fern Harrow, fille du Dr Harrow
- Darren Gilshenan (en) (VF : Tanguy Goasdoué) : Dr Lyle Fairley, médecin légiste principal
- Damien Garvey (en) (VF : Bernard Lanneau) : Bryan Nichols, sergent-détective principal
- Hunter Page-Lochard (en) (VF : Julien Crampon) : Callan Prowd, petit ami de Fern
- Jolene Anderson (VF : Vanina Pradier) : Dr Grace Molyneux, médecin légiste junior (depuis la saison 2)

### Anciens acteurs principaux
- Mirrah Foulkes (VF : Audrey Sourdive) : Soroya Dass, sergent-détective (saison 1)
- Remy Hii (VF : Alexandre Nguyen) : Simon Van Reyk, médecin légiste (saisons 1 à 2)
- Anna Lise Phillips (en) (VF : Laura Blanc) : Stephanie Tolson, ex-femme du Dr Harrow (saisons 1 à 2)
- Robyn Malcolm (VF : Marie Vincent) : Maxine Pavich, directrice de l'institut de médecine légale (saisons 1 à 2)
- Tony Barry (en) (VF : Jacques Frantz) : Jack Twine, ancien superviseur du Dr Harrow (saison 1)

### Acteurs récurrents
- Grant Bowler (VF : Arnaud Arbessier) : Francis Chester (saison 2)
- Uli Latukefu (en) : Jesse Walsh
- Tasneem Roc (en) (VF : Jade Phan-Gia puis Geneviève Doang) : Jill McCloud
- Faustina Agolley : Edwina Gharam
- Geoff Morrell : Dr Laurie Badcoe

 Source et légende : version française (VF) sur RS Doublage

## Développement

### Production
La série est créée et produite par Stephen M. Irwin (en) et Leigh McGrath. La série est une production d'ABC Studios, propriété de Disney, qui s'est associée au projet avec Hoodlum (en), l'Australian Broadcasting Corporation et Screen Queensland. La série est tournée à Brisbane dont les bureaux et laboratoires sont situés dans l'ancien hôpital et collège dentaire de Brisbane (en),.
Le 2 mai 2018, la série a été renouvelée pour une deuxième saison de dix épisodes. La deuxième saison a été diffusée à partir du 12 mai 2019. Le 10 octobre 2019, la série est renouvelée pour une troisième saison de dix épisodes. La troisième saison a été diffusée en 2021. Pour le moment la chaîne ABC ne s'est pas prononcée sur l'annulation ou le renouvellement de la série.

## Épisodes
| Saisons | Saisons | Nombre d'épisodes | Diffusion originale sur ABC | Diffusion originale sur ABC | Diffusion sur M6  | Diffusion sur M6 |
| Saisons | Saisons | Nombre d'épisodes | Début de saison             | Fin de saison               | Début de saison   | Fin de saison    |
| ------- | ------- | ----------------- | --------------------------- | --------------------------- | ----------------- | ---------------- |
|         | 1       | 10                | 9 mars 2018                 | 11 mai 2018                 | 29 février 2020   | 11 avril 2020    |
|         | 2       | 10                | 12 mai 2019                 | 14 juillet 2019             | 18 avril 2020     | 20 juin 2020     |
|         | 3       | 10                | 7 février 2021              | 11 avril 2021               | 11 septembre 2021 | 9 octobre 2021   |

Particularité de la série, dans la version originale anglaise, tous les épisodes ont des titres en latin, parfois tirés d'expressions ou de citations.

### Première saison (2018)
Composée de dix épisodes, elle a été diffusée du 9 mars au 11 mai 2018 sur ABC.
1. Dr Harrow et Mr Hyde (Actus reus[latin 1])
2. Une flèche dans le cœur (Ex animo[latin 2])
3. Le Blues du crocodile (Hic sunt dracones[latin 3])
4. L'Amour d'une mère (Finis vitae sed non amoris[latin 4])
5. Lapins rouges (Non sum qualis eram[latin 5])
6. Intouchable (Aurum potestas est[latin 6])
7. Secret de famille (Pia mater[latin 7])
8. Tu seras un homme mon fils (Peccata patris[latin 8])
9. La Loi du Talion (Lex talionis[latin 9])
10. Esprit criminel (Mens rea[latin 10])

### Deuxième saison (2019)
Composée de dix épisodes, elle a été diffusée du 12 mai au 14 juillet 2019 sur ABC.
1. Réaction en chaîne (Abo imo pectore[latin 11])
2. Chute libre (Audere est facere[latin 12])
3. Le Mur du secret (Malum in se[latin 13])
4. Le Baiser de la Méduse (Aegri somnia[latin 14])
5. Les Morts, les Vivants et les Fantômes (Ab initio[latin 15])
6. Héros malgré lui (Locus poenitentiae[latin 16])
7. Le Remède miracle (Parce sepulto[latin 17])
8. Un pied dans la tombe (Sub silentio[latin 18])
9. Seul contre tous (Facilis descensus[latin 19])
10. Face à face (Pater familias[latin 20])

### Troisième saison (2021)
Composée de dix épisodes, elle a été diffusée du 7 février au 11 avril 2021 sur ABC. En France, elle a été diffusée sur M6 à partir du 11 septembre 2021.
1. Je suis ton fils (Marta semper certa est[latin 21])
2. En plein cœur (Damnant quod non intellegunt[latin 22])
3. Faux-semblant (Tarde venientibus ossa[latin 23])
4. Mes meilleurs amis (Per stirpes[latin 24])
5. Illusion (Ut biberent quoniam esse nollent[latin 25])
6. Jeux dangereux (Ne puero gladium[latin 26])
7. Bons baisers de Russie (Sola dosis facit venemum[latin 27])
8. Capsule temporelle (Alea iacta est[latin 28])
9. Protection rapprochée (Quam innocentum damnari[latin 29])
10. Virus (Ab initio[latin 15])

## Distinctions

### Nominations
- SPA Awards 2018 : Meilleure production de séries dramatiques de l'année pour Hoodlum (en)
- Logie Awards 2018 (en) : Meilleure série dramatique

### Traduction des titres
1. ↑  Litt. « Acte répréhensible »
2. ↑  Litt. « Du fond de mon âme »
3. ↑  Litt. « Voici les dragons »
4. ↑  Litt. « La fin de la vie mais pas de l'amour »
5. ↑  Litt. « je ne suis plus ce que j'étais »
6. ↑  Litt. « L'or est le pouvoir »
7. ↑  Litt. « Mère pieuse »
8. ↑  Litt. « Le pêché du père »
9. ↑  Litt. « La Loi du Talion »
10. ↑  Litt. « Intention coupable »
11. ↑  Litt. « Du plus profond de mon cœur »
12. ↑  Litt. « Oser, c'est faire »
13. ↑  Litt. « Le mal en soi »
14. ↑  Litt. « Rêves agités »
15. 1 2  Litt. « Depuis le début »
16. ↑  Litt. « Lieu de pénitence »
17. ↑  Litt. « Épargne le tombeau »
18. ↑  Litt. « En silence »
19. ↑  Litt. « La descente est facile » (en référence à la descente d'Orphée aux Enfers)
20. ↑  Litt. « Le père de famille »
21. ↑  Litt. «  La mère est toujours certaine » (la citation originale utilise le mot « Mater » et non « Marta »)
22. ↑  Litt. « Ils condamnent ce qu'ils ne comprennent pas »
23. ↑  Litt. « Aux retardataires, il reste les os »
24. ↑  Litt. « Par descendance »
25. ↑  Litt. « Qu'on les fasse boire puisqu'ils refusent de manger »
26. ↑  Litt. « Ne laisse pas le garçon prendre l'épée »
27. ↑  Litt. « Seule la dose fait le poison »
28. ↑  Litt. « Les dés sont jetés »
29. ↑  Litt. « Comment l'innocent est puni »